# بنوید علیا
بنوید علیا (بنوید بالا)، روستایی از توابع بخش مرکزی شهرستان نائین در استان اصفهان ایران است. 
نام این روستا از دو درخت بنه و بید به دلیل رویش فراوان این دو درخت در این منطقه گرفته شده است. در گذر زمان نام روستا از بن و بید به بنوید تغییر شکل داده است.

## جمعیت
این روستا در دهستان بافران قرار دارد و براساس سرشماری مرکز آمار ایران در سال ۱۳۹۵ ۳۳۱ نَفَر (۹۷ خانوار) جمعیت دارد.